# Charlene de Mónaco
Charlene de Mónaco (nacida Charlene Lynette Wittstock; Bulawayo, Rodesia —actual Zimbabue—, 25 de enero de 1978) es la princesa consorte de Mónaco por su matrimonio con el príncipe Alberto II, y ostenta el tratamiento de Alteza Serenísima. Es madre de los príncipes Jaime y Gabriela.
En su juventud fue nadadora y representó internacionalmente a Sudáfrica en diversas competiciones, incluyendo los Juegos Olímpicos de Sídney 2000.

## Biografía

### Primeros años de vida
Nació el 25 de enero de 1978 en Bulawayo, Rodesia (actualmente Zimbabue).
Su padre, Michael Kenneth Wittstock, nació en 1946 y es ejecutivo de ventas. Su madre, Lynette Wittstock (nacida Lynette Humberstone en 1959), es instructora de natación retirada. Charlene tiene dos hermanos varones: Gareth (1980), técnico informático; y Sean (1983), representante comercial.
La familia Wittstock se trasladó a Sudáfrica en 1989, cuando Charlene tenía 11 años de edad. Allí, asistió a un colegio de educación primaria en Benoni, cerca de Johannesburgo, de 1988 a 1991.

### La familia Wittstock
La familia Wittstock es de origen alemán. Los tatarabuelos de Charlene, Martin Gottlieb y Johanne Luise, emigraron a Sudáfrica procedentes del norte de Alemania en 1861. El hijo de Gottlieb, Heinrich Carl Wittstock, se casaría con Florencia Caldwell, de origen inglés. Su hijo, Dudley Kenneth Wiistock, abuelo paterno de Charlene, se casó con Sylvia Fagan Nicolson, también de origen inglés.
De origen germánico, el apellido Wittstock encuentra su origen en la región de Pomerania. Exactamente en el norte de Alemania y Polonia, cerca al mar Báltico, en la antigua ciudad de Wittstock. El apellido posee dos grafías que se separaron a principios del siglo XIV; una de ellas, Wodttstock conforma el nombre de otra ciudad alemana. El nombre proviene de un castillo denominado ya en el siglo X Wittstock, perteneciente a una antigua y distinguida familia de origen eslavo.

### Carrera como nadadora
Fue miembro del equipo de relevos de 4×100 m estilos de Sudáfrica en los Juegos Olímpicos de Sídney 2000 celebrados en Sídney, finalizando quinta. Acabó sexta en las Campeonato Mundial de Natación en Piscina Corta de 2002 en los 200 m espalda. En 2005 nadó para la Universidad de Pretoria. El 13 de abril de 2007, Wittstock revalidó el título de campeona de Sudáfrica en los 50 m espalda en el Telkom SA National Aquatic Championships con una marca de 30:16 segundos, finalizando tercera por detrás de la australiana Sophie Edington y la brasileña Fabiola Molina.
Ha ganado varios títulos nacionales durante su carrera y planeaba participar en los Juegos Olímpicos de 2008 en Pekín, uno de sus sueños como nadadora. Previamente tuvo que estar fuera del circuito profesional durante 18 meses debido a una lesión de hombro. Wittstock anunció que planeaba nadar en Europa en un futuro próximo, con la esperanza de mejorar sus marcas: 

He faltado un año en la competición de natación, y solo quiero ser lo mejor que pueda en este momento. Después quiero involucrarme en ayuda a la caridad y al desarrollo con comisiones de atletas.

### Noviazgo y compromiso
Charlene y el príncipe Alberto mantuvieron una relación desde el año 2006 y fue durante la ceremonia de los Juegos Olímpicos de Invierno de Turín en 2006 cuando se les vio por primera vez juntos en público. La exnadadora y el príncipe ya se conocían desde el año 2000, cuando ella participó en un campeonato de natación celebrado en el Principado y donde ganó la medalla de oro en la prueba de 200 metros espalda.
El 23 de junio de 2010, el palacio anunció el compromiso entre Alberto II de Mónaco y Charlene. El príncipe le entregó un anillo de compromiso con un diamante de tres quilates en forma de pera en el centro y diamantes redondos que lo rodean. Se informó de que este anillo de compromiso fue creado por el joyero parisino Repossi.
Charlene, que era de religión protestante, se convirtió al catolicismo, a pesar de que esto no es una norma en la Constitución de Mónaco. A la futura princesa también se le dieron clases de francés y monegasco y la familiarizaron con el protocolo de la corte europea.

## Matrimonio y descendencia

### Boda
Se celebraron dos bodas: una civil, el 1 de julio de 2011, en el Salón del Trono del Palacio Grimaldi; y una el día siguiente, de rito católico, en el patio del mismo Palacio.
Tras la boda civil, Charlene se convirtió en princesa consorte de Mónaco y adquirió el tratamiento de Alteza Serenísima, títulos antes utilizados por la madre del príncipe Alberto II, la fallecida Gracia de Mónaco. Aparte del título de princesa de Mónaco, Charlene recibió los títulos de marquesa de Baux, duquesa de Valentinois, condesa de Carladès y baronesa de Saint-Lô.
La ceremonia civil fue oficiada por Philippe Narmino, entonces presidente del Consejo de Estado del principado, en el salón del trono del Palacio Grimaldi. Su testigo de boda civil fue Donatella Knecht de Massy (nacida Donatella Dugaginy), esposa de Keith Sébastien Knecht de Massy, hijo de la fallecida prima hermana de Alberto, Christine Alix de Massy, y nieto de la fallecida princesa Antonieta. Para esa primera ceremonia, que apenas contó con 80 invitados, Charlene escogió un traje azul aguamarina de tres piezas firmado por Chanel.
La boda religiosa, que fue oficiada por el arzobispo de Mónaco, monseñor Bernard Barsi, tuvo lugar el día 2 de julio en el patio central del Palacio de Grimaldi. A dicha ceremonia acudieron más de 3.500 invitados entre los que se encontraba la familia Grimaldi al completo, representantes de otras casas reales europeas y muchos rostros conocidos como los diseñadores Karl Lagerfeld y Roberto Cavalli, actores como Roger Moore y Gerard Butler, y modelos como Karolina Kurkova y Naomi Campbell.
Tal y como había confirmado el propio diseñador el mes de enero del mismo año, el vestido de novia que lució Charlene fue creado por Giorgio Armani. Su padre, Michael Kenneth Wittstock, fue quien la condujo al altar el día de la ceremonia religiosa.

### Hijos
Tras meses de especulaciones, el 30 de mayo de 2014 el Palacio Grimaldi comunicó que la princesa Charlene estaba embarazada y que daría a luz a finales de ese año. Más tarde, fue la propia Charlene la que confirmó los rumores que apuntaban que estaba embarazada de gemelos.
El 10 de diciembre de 2014, la princesa Charlene dio a luz a los mellizos en el Hospital Princesa Gracia de Mónaco. A las 17:04 de la tarde nació la princesa Gabriela, mientras que su hermano Jaime lo hizo dos minutos después. A pesar de ser la mayor, debido a la ley sálica vigente en el principado, fue Jaime el que recibió el título de príncipe heredero; desplazando a su hermana en el segundo lugar en la línea sucesoria. En el mismo comunicado en el que se anunciaba el nacimiento, el Palacio Grimaldi también comunicó los títulos que ostentarían los mellizos.
- Jaime de Mónaco, príncipe heredero, nacido el 10 de diciembre de 2014

- Gabriela de Mónaco, condesa de Carladès, nacida el 10 de diciembre de 2014

## Princesa de Mónaco

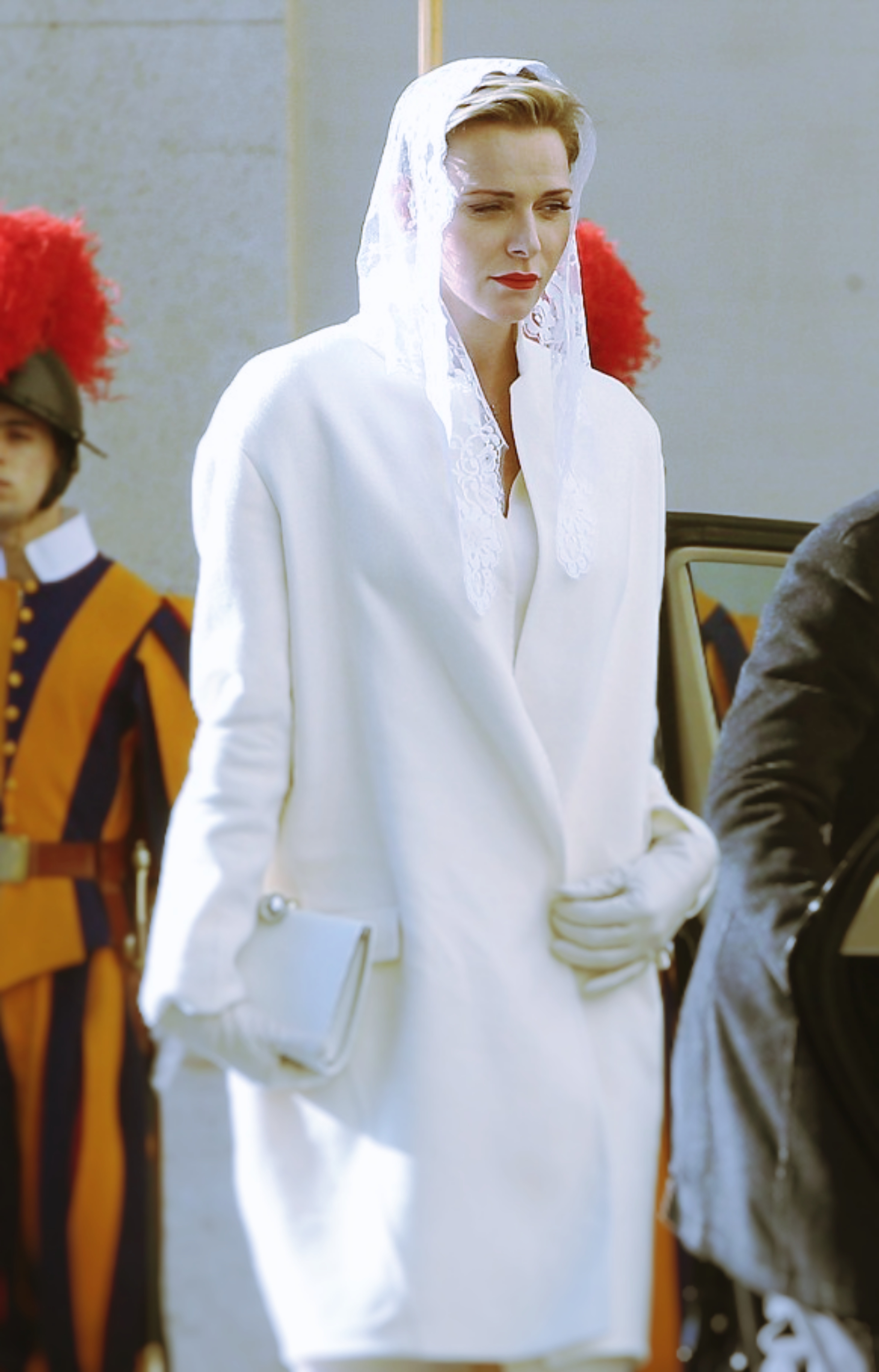
La princesa Charlene durante una visita a la Ciudad del Vaticano en 2016, haciendo uso de su Privilegio de blanco.

Como princesa consorte de Mónaco, Charlene asiste a las celebraciones del Día Nacional de Mónaco, a la festividad de Santa Devota (patrona de Mónaco), al Gran Premio de Mónaco, al Baile de la Rosa y a la Gala de la Cruz Roja.
En 2011, meses antes de convertirse en princesa, Charlene fue nombrada embajadora global de los Juegos Olímpicos Especiales, durante la celebración del Gran Premio de Mónaco de Fórmula 1. Desde su posición, la princesa se comprometió a difundir el mensaje de inclusión y respeto a todo el mundo.
Desde 2010 es socia de la Fundación Nelson Mandela. Tanto ella como su marido han apoyado en muchas ocasiones dicha fundación, así como el Fondo Nelson Mandela para la Infancia. En 2013, representó al principado en el funeral de estado en honor del político sudafricano.
Desde diciembre de 2012, es presidenta de la Fundación Princesa Charlene de Mónaco, que se dedica a la prevención de las muertes por ahogo. La organización tiene por objetivo concienciar del peligro del agua y enseñar como nadar y comportarse en una situación de riesgo. Está especialmente enfocado a los niños, a los que se les enseña a desenvolverse de manera segura en el agua, y técnicas de socorrismo y reanimación. Además, la princesa también colabora con la Cruz Roja participando en distintos actos y proyectos tanto en Mónaco como fuera de sus fronteras.

### Privilegio de blanco
El Privilège du Blanc (en castellano: Privilegio de blanco) es un privilegio por el cual las consortes de los monarcas católicos pueden vestir de blanco ante el Papa. La princesa Charlene vistió de negro antes que el papa Benedicto XVI le concediera el privilegio.
Actualmente pueden elegir o no el Privilegio de Blanco solamente las reinas de España, Letizia y Sofía, las reinas de Bélgica, Paola y Matilde, así como la gran duquesa María Teresa de Luxemburgo. También puede optar por vestir de blanco la princesa consorte Marina de Nápoles por ser la consorte del jefe de la casa de Saboya.

## Títulos, tratamientos y honores

### Títulos y tratamientos

Monograma real de Charlene de Mónaco.

| ● 25 de enero de 1978-1 de julio de 2011: | Señorita Charlene Wittstock                                         |
| ● 1 de julio de 2011-presente:            | Su alteza serenísima la princesa consorte de Mónaco(título copleto) |

Título completo: Por ser la princesa consorte de Mónaco lleva la siguiente titulatura con su esposo el príncipe soberano Alberto II:
- Su Alteza Serenísima la princesa consorte de Mónaco, duquesa de Valentinois, marquesa de Baux, condesa de Carladès, condesa de Polignac, baronesa de Calvinet y de Buis, señora de Saint-Rémy y de Matignon, condesa de Torigni, baronesa de Saint-Lô, de La Luthumière y de Hambye, duquesa de Estouteville, de Mazarin y de Mayenne, princesa de Château-Porcien, baronesa de Massy, condesa de Ferrette, de Belfort, de Thann y de Rosemont, baronesa de Altkirch, señora de Issenheim, marquesa de Chilly, condesa de Longjumeau y marquesa de Guiscard.

### Distinciones honoríficas

#### Distinciones honoríficas monegascas
- Dama Gran Cruz de la Orden de San Carlos (17/11/2012).[30]
- Medalla de Primera Clase por la Educación Física y los Deportes (17/11/2022).[31]

#### Distinciones honoríficas extranjeras
- Dama Gran Cruz de la Orden al Mérito de la República de Polonia (República de Polonia, 18/10/2012).[32]

- Dama Gran Cruz de la Orden de la Estrella de Italia (República Italiana, 20/02/2014).[33]

- Dama gran cruz de honor y devoción de la Orden de Malta (22/04/2025).[34]

- Dama Gran Cruz de la Orden de la Legión de Honor (República Francesa, 07/06/2025).[35]

## Ancestros
|  |                               |  |  |  |  |  |  |  |  |  |  |  |  |  |  |  |
|  | 16. Martin Gottlieb Wittstock |  |  |  |  |  |  |  |  |  |  |  |  |  |  |  |
|  |                               |  |  |  |  |  |  |  |  |  |  |  |  |  |  |  |
|  |                               |  |  |  |  |  |  |  |  |  |  |  |  |  |  |  |
|  | 8. Heinrich Carl Wittstock    |  |  |  |  |  |  |  |  |  |  |  |  |  |  |  |
|  |                               |  |  |  |  |  |  |  |  |  |  |  |  |  |  |  |
|  |                               |  |  |  |  |  |  |  |  |  |  |  |  |  |  |  |
|  | 17. Johanne Luise Schönknecht |  |  |  |  |  |  |  |  |  |  |  |  |  |  |  |
|  |                               |  |  |  |  |  |  |  |  |  |  |  |  |  |  |  |
|  |                               |  |  |  |  |  |  |  |  |  |  |  |  |  |  |  |
|  | 4. Dudley Kenneth Wittstock   |  |  |  |  |  |  |  |  |  |  |  |  |  |  |  |
|  |                               |  |  |  |  |  |  |  |  |  |  |  |  |  |  |  |
|  |                               |  |  |  |  |  |  |  |  |  |  |  |  |  |  |  |
|  | 18. William James Caldwell    |  |  |  |  |  |  |  |  |  |  |  |  |  |  |  |
|  |                               |  |  |  |  |  |  |  |  |  |  |  |  |  |  |  |
|  |                               |  |  |  |  |  |  |  |  |  |  |  |  |  |  |  |
|  | 9. Olive Florence Caldwell    |  |  |  |  |  |  |  |  |  |  |  |  |  |  |  |
|  |                               |  |  |  |  |  |  |  |  |  |  |  |  |  |  |  |
|  |                               |  |  |  |  |  |  |  |  |  |  |  |  |  |  |  |
|  | 19. Mary Ann Baker            |  |  |  |  |  |  |  |  |  |  |  |  |  |  |  |
|  |                               |  |  |  |  |  |  |  |  |  |  |  |  |  |  |  |
|  |                               |  |  |  |  |  |  |  |  |  |  |  |  |  |  |  |
|  | 2. Michael Kenneth Wittstock  |  |  |  |  |  |  |  |  |  |  |  |  |  |  |  |
|  |                               |  |  |  |  |  |  |  |  |  |  |  |  |  |  |  |
|  |                               |  |  |  |  |  |  |  |  |  |  |  |  |  |  |  |
|  | 20. Albert Nicolson           |  |  |  |  |  |  |  |  |  |  |  |  |  |  |  |
|  |                               |  |  |  |  |  |  |  |  |  |  |  |  |  |  |  |
|  |                               |  |  |  |  |  |  |  |  |  |  |  |  |  |  |  |
|  | 10. Henry Nicolson            |  |  |  |  |  |  |  |  |  |  |  |  |  |  |  |
|  |                               |  |  |  |  |  |  |  |  |  |  |  |  |  |  |  |
|  |                               |  |  |  |  |  |  |  |  |  |  |  |  |  |  |  |
|  | 21. Sarah Frances Barrett     |  |  |  |  |  |  |  |  |  |  |  |  |  |  |  |
|  |                               |  |  |  |  |  |  |  |  |  |  |  |  |  |  |  |
|  |                               |  |  |  |  |  |  |  |  |  |  |  |  |  |  |  |
|  | 5. Sylvia Fagan Nicolson      |  |  |  |  |  |  |  |  |  |  |  |  |  |  |  |
|  |                               |  |  |  |  |  |  |  |  |  |  |  |  |  |  |  |
|  |                               |  |  |  |  |  |  |  |  |  |  |  |  |  |  |  |
|  | 22. Charles Nelson            |  |  |  |  |  |  |  |  |  |  |  |  |  |  |  |
|  |                               |  |  |  |  |  |  |  |  |  |  |  |  |  |  |  |
|  |                               |  |  |  |  |  |  |  |  |  |  |  |  |  |  |  |
|  | 11. Marjorie Winifred Nelson  |  |  |  |  |  |  |  |  |  |  |  |  |  |  |  |
|  |                               |  |  |  |  |  |  |  |  |  |  |  |  |  |  |  |
|  |                               |  |  |  |  |  |  |  |  |  |  |  |  |  |  |  |
|  | 23. Ellen Jane Wellbourne     |  |  |  |  |  |  |  |  |  |  |  |  |  |  |  |
|  |                               |  |  |  |  |  |  |  |  |  |  |  |  |  |  |  |
|  |                               |  |  |  |  |  |  |  |  |  |  |  |  |  |  |  |
|  | 1. Charlène Lynette Wittstock |  |  |  |  |  |  |  |  |  |  |  |  |  |  |  |
|  |                               |  |  |  |  |  |  |  |  |  |  |  |  |  |  |  |
|  |                               |  |  |  |  |  |  |  |  |  |  |  |  |  |  |  |
|  | 24. Herbert James Humberstone |  |  |  |  |  |  |  |  |  |  |  |  |  |  |  |
|  |                               |  |  |  |  |  |  |  |  |  |  |  |  |  |  |  |
|  |                               |  |  |  |  |  |  |  |  |  |  |  |  |  |  |  |
|  | 12. Ernest James Humberstone  |  |  |  |  |  |  |  |  |  |  |  |  |  |  |  |
|  |                               |  |  |  |  |  |  |  |  |  |  |  |  |  |  |  |
|  |                               |  |  |  |  |  |  |  |  |  |  |  |  |  |  |  |
|  | 25. Anne Deacon               |  |  |  |  |  |  |  |  |  |  |  |  |  |  |  |
|  |                               |  |  |  |  |  |  |  |  |  |  |  |  |  |  |  |
|  |                               |  |  |  |  |  |  |  |  |  |  |  |  |  |  |  |
|  | 6. Brian James Humberstone    |  |  |  |  |  |  |  |  |  |  |  |  |  |  |  |
|  |                               |  |  |  |  |  |  |  |  |  |  |  |  |  |  |  |
|  |                               |  |  |  |  |  |  |  |  |  |  |  |  |  |  |  |
|  | 26. Cecil Arthur Paul         |  |  |  |  |  |  |  |  |  |  |  |  |  |  |  |
|  |                               |  |  |  |  |  |  |  |  |  |  |  |  |  |  |  |
|  |                               |  |  |  |  |  |  |  |  |  |  |  |  |  |  |  |
|  | 13. Lilian Cecilia Paul       |  |  |  |  |  |  |  |  |  |  |  |  |  |  |  |
|  |                               |  |  |  |  |  |  |  |  |  |  |  |  |  |  |  |
|  |                               |  |  |  |  |  |  |  |  |  |  |  |  |  |  |  |
|  | 27. Florence Rosina Webb      |  |  |  |  |  |  |  |  |  |  |  |  |  |  |  |
|  |                               |  |  |  |  |  |  |  |  |  |  |  |  |  |  |  |
|  |                               |  |  |  |  |  |  |  |  |  |  |  |  |  |  |  |
|  | 3. Lynette Humberstone        |  |  |  |  |  |  |  |  |  |  |  |  |  |  |  |
|  |                               |  |  |  |  |  |  |  |  |  |  |  |  |  |  |  |
|  |                               |  |  |  |  |  |  |  |  |  |  |  |  |  |  |  |
|  | 14. Charles Ernest Openshaw   |  |  |  |  |  |  |  |  |  |  |  |  |  |  |  |
|  |                               |  |  |  |  |  |  |  |  |  |  |  |  |  |  |  |
|  |                               |  |  |  |  |  |  |  |  |  |  |  |  |  |  |  |
|  | 7. Violet Openshaw            |  |  |  |  |  |  |  |  |  |  |  |  |  |  |  |
|  |                               |  |  |  |  |  |  |  |  |  |  |  |  |  |  |  |
|  |                               |  |  |  |  |  |  |  |  |  |  |  |  |  |  |  |
|  | 30. Alfred Clarence McMaster  |  |  |  |  |  |  |  |  |  |  |  |  |  |  |  |
|  |                               |  |  |  |  |  |  |  |  |  |  |  |  |  |  |  |
|  |                               |  |  |  |  |  |  |  |  |  |  |  |  |  |  |  |
|  | 15. Alice Isabella McMaster   |  |  |  |  |  |  |  |  |  |  |  |  |  |  |  |
|  |                               |  |  |  |  |  |  |  |  |  |  |  |  |  |  |  |
|  |                               |  |  |  |  |  |  |  |  |  |  |  |  |  |  |  |
|  | 31. Louisa Susanna Kotze      |  |  |  |  |  |  |  |  |  |  |  |  |  |  |  |
|  |                               |  |  |  |  |  |  |  |  |  |  |  |  |  |  |  |
|  |                               |  |  |  |  |  |  |  |  |  |  |  |  |  |  |  |

| Predecesor: Grace Patricia Kelly | Princesa consorte de Mónaco 1 de julio de 2011 – Presente | Sucesor: En el cargo |